# Jan Krzysztof Szyszko
Jan Krzysztof Szyszko (ur. 29 czerwca 1992 w Nowym Sączu) – polski urzędnik państwowy i analityk, od 2023 sekretarz stanu w Ministerstwie Funduszy i Polityki Regionalnej.

## Życiorys
W 2015 uzyskał tytuł Bachelor of Arts z politologii i geografii w Kolegium Trójcy Świętej w Dublinie, a w 2016 ukończył Kolegium Europejskie w Natolinie. Kształcił się także na Uniwersytecie Karola w Pradze i w Akademii Liderów Komisji Europejskiej. Od 2016 do 2018 analityk ds. unijnych w redakcji „Polityka Insight”. W latach 2018-2020 pracował jako analityk ds. europejskich w Fundacji In.Europa. Następnie zatrudniony w międzynarodowej firmie doradczej. Współpracował m.in. z Fundacją Batorego i Fundacją Schumana. Zajmował się także publicystyką. 
W 2020 roku został członkiem zarządu Instytutu Strategie 2050, think tanku związanego z Polską 2050, gdzie odpowiadał za analizę tematyki europejskiej i energetycznej. Wchodził w skład sztabu Trzeciej Drogi na wybory parlamentarne w 2023 jako specjalista ds. komunikacji merytorycznej. 19 grudnia 2023 został powołany na stanowisko sekretarza stanu w Ministerstwie Funduszy i Polityki Regionalnej z rekomendacji Polski 2050.
Syn Krzysztofa i Bożeny.